# Nilo Martins Guimarães
Nilo Martins Guimarães, né le 4 avril 1957, est un ancien joueur brésilien de basket-ball. Il évolue durant sa carrière au poste de meneur.

## Palmarès
- Champion des Amériques 1984
- Finaliste des Jeux panaméricains de 1983